# RIM-8 Talos

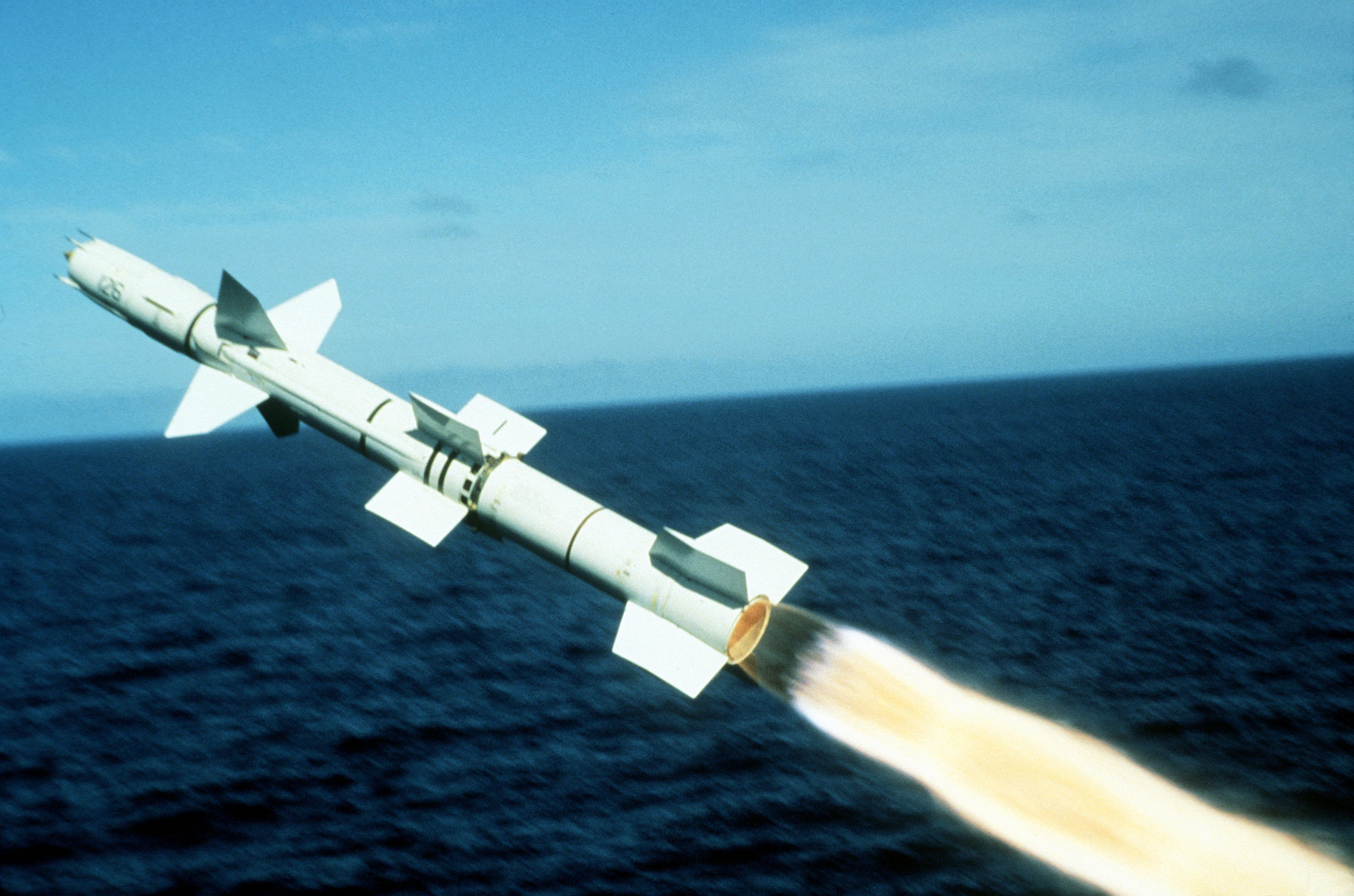
Poslední střela Talos byla odpálená v roce 1979 křižníkem USS Oklahoma City

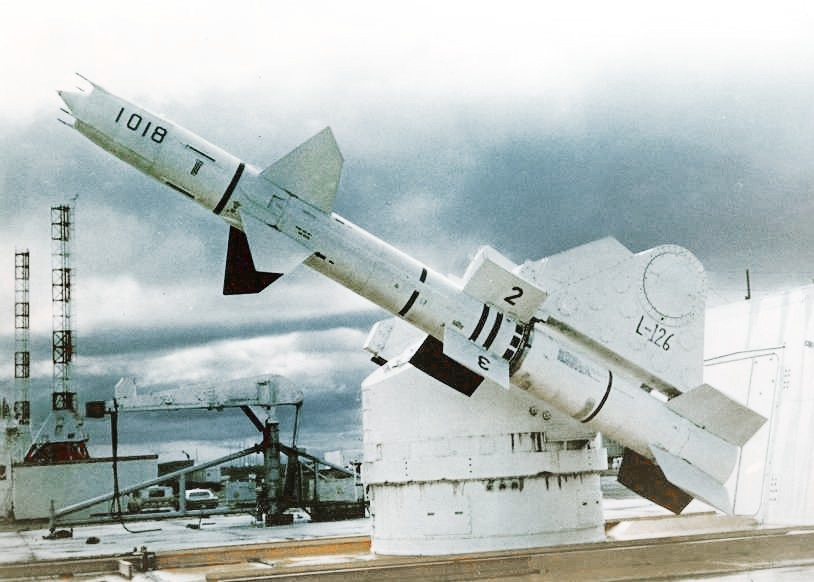
Dvojité odpalovací zařízení střel Talos

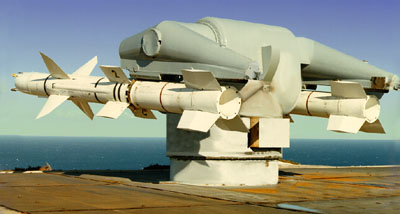
MQM-8G Vandal

RIM-8 Talos byla americká dvoustupňová námořní protiletadlová řízená střela dlouhého dosahu z doby studené války. Spolu s ní patřily do první generace námořních protiletadlových střel ještě systémy Terrier a Tartar. Vyvinula ji firma Bendix pro nasazení lodích US Navy. Střela Talos mohla nést jak konvenční, tak jadernou nálož – hlavice W-30 měla sílu 2–5 kT TNT. Bylo ji možné použít i proti pozemním a námořním cílům.

## Vývoj
Střela Talos byla vyvíjena od poloviny 40. let a zavedena v roce 1959. První zkušební odpal z paluby křižníku USS Galveston proběhl 24. února 1959. Úspěšně byla nasazena ve vietnamské válce, kde dosáhla tří sestřelů. Vyřazována byla v druhé polovině 70. let. Vůbec poslední odpal rakety proběhl v roce 1979. Zbylé střely byly do roku 2005 používány jako nadzvukové cvičné cíle MQM-8G Vandal.
Raketa Talos byla velice rozměrná a proto byla odpalována pouze z amerických raketových křižníků tříd Albany, Galveston a Long Beach. Měla celkovou délku 9,3 metru. Startovací stupeň se čtyřmi lichoběžníkovými stabilizátory, vybavený raketovým motorem na TPH, urychlil letový stupeň na nadzvukovou rychlost. Poté se zažehl náporový motor druhého stupně o tahu 40 kN poháněný petrolejem. S ním měla střela rychlost až 2,5 Machu. Ve středu letové části byly čtyři lichoběžníkové stabilizátory a na jeho zádi další čtyři obdélníkové stabilizátory. Odpalována byla z dvounásobného vypouštěcího zařízení. Nabíjení z podpalubních zásobníků probíhalo automaticky. Elektronické vybavení nutné k nesení střel Talos zahrnovalo ozařovací radiolokátor Sperry AN/SPG-49 a sledovací a řídící radar Sperry AN/SPG-56.

## Hlavní technické údaje RIM-8D
Podle :
- Délka: 9,53 m
- Maximální průměr: 0,76 m
- Celková hmotnost: 3175 kg
- Maximální rychlost: 2,5 M
- Dolet: 117+ km[4]